# Bellingen (Rhénanie-Palatinat)
Pour les articles homonymes, voir Bellingen.
Bellingen est une municipalité de la Verbandsgemeinde de Westerburg, dans l'arrondissement de Westerwald, en Rhénanie-Palatinat, dans l'ouest de l'Allemagne.